# Commandant de compagnie
Un commandant de compagnie est l'officier en charge d'une compagnie ; une unité militaire qui se compose généralement de 100 à 250 soldats, souvent organisés en trois ou quatre unités plus petites appelées pelotons. L'organisation exacte d'une entreprise varie selon le pays, le service et le type d'unité. Les compagnies aériennes peuvent avoir aussi peu que 40 personnes, tandis que certaines entreprises spécialisées telles que les unités de maintenance ou de formation sont considérablement plus grandes et peuvent compter jusqu'à 500 personnes. Dans certaines forces, le commandant en second d'une entreprise est appelé le dirigeant (XO).
Historiquement, les compagnies sont souvent constituées et financées par des propriétaires individuels plutôt que par l'État. Parfois, ces hommes sont incapables d'exercer personnellement le commandement sur les hommes de leurs unités, et désignent une autre personne pour servir à ce titre.

## Autriche
Dans l'armée autrichienne, un commandant de compagnie est appelé un Kompaniekommandant (abrégé « KpKdt »).

## Allemagne
Dans l'armée allemande, un commandant de compagnie est appelé Kompaniechef ou Einheitsführer et est généralement un major. Dans de nombreuses compagnies du corps médical (Sanitätsdienst), le Kompaniechef doit être un médecin (Sanitätsoffizier) et a le grade de major, intitulé Oberstabsarzt (médecin du personnel) ou peut être éventuellement lieutenant-colonel Oberfeldarzt (médecin de terrain).
Dans l'artillerie et le corps de défense antiaérienne de l'armée, le commandant de compagnie est appelé un Batteriechef. Dans l'armée de l'air allemande et le corps de l'aviation de l'armée, le titre est « Staffelkapitän », tandis que dans les écoles de formation « Inspektionschef ».

## Indonésie
Dans les forces armées indonésiennes, un commandant de compagnie est appelé « Komandan Kompi » souvent abrégé en « Danki ». Il est généralement commandé par un capitaine (Kapten).

## Suisse
Dans les forces armées suisses, un commandant de compagnie est appelé Kompaniekommandant (abrégé Kp Kdt). En service pratique, un Kompaniekommandant a le grade de lieutenant jusqu'à ce qu'il obtienne son diplôme de Führungslehrgang ou FLG (cours de leadership) 1 et termine Abverdienen (service pratique), auquel moment il est promu capitaine. Un Kompaniekommandant qui dirige une Stabskompanie peut être promu major.

## Turquie
Dans l'armée turque, un commandant de compagnie est appelé Bölük Komutanı (en abrégé « Bl.K ».). Habituellement, un commandant de compagnie a le grade de capitaine.

## Royaume-Uni
Dans l'Armée britannique, les Royal Marines et l'Armée canadienne, le terme « commandant de compagnie » est aussi couramment utilisé pour désigner l'officier (généralement un major) officiellement intitulé Officier commandant (OC)

## États-Unis
Dans l'armée américaine, le corps des marines et la marine des États-Unis, le poste de commandant de compagnie est généralement occupé par un capitaine ou un lieutenant ayant de trois à six ans de service en tant qu'officier. Un premier lieutenant ou lieutenant de grade junior peut être sélectionné pour le commandement de la compagnie à la place d'un capitaine ou d'un lieutenant disponible. En tant que commandant, il exerce un commandement et un contrôle complets sur l'unité et peut exercer une autorité de sanction non judiciaire sur le personnel de l'unité. Un poste de commandement de compagnie est généralement considéré comme une affectation prestigieuse et importante dans la progression de carrière si un officier espère atteindre un grade supérieur. Une période de service typique pour cette affectation dure en moyenne 12 mois dans la composante service actif et entre 24 et 36 mois dans la composante réserve. Habituellement, un chef de la compagnie et un premier sergent / premier maître de compagnie sont affectés pour aider le commandant de compagnie et les deux sont essentiels à son succès à commander l'unité. Certaines unités spécialisées de la taille d'une entreprise, telles que les compagnies de l'aviation et des Seabee, se voient attribuer un commandant / capitaine de corvette en tant que commandant de compagnie en raison de la responsabilité accrue de ces affectations ; les pelotons qui composent ces compagnies sont généralement commandés par des capitaines plutôt que par des lieutenants, avec un autre capitaine, plutôt qu'un premier lieutenant, comme commandant en second de la compagnie. Dans l'US Navy, les commandants de compagnie servent de SeaBee Commanders.
Dans les Seabees de la marine des États-Unis, le poste de commandant de compagnie est généralement occupé par un lieutenant de la marine (O3) avec quatre à dix ans de service en tant qu'officier. En règle générale, les lieutenants juniors commandent Bravo, Charlie et des sociétés spécialisées. Les lieutenants supérieurs commandent généralement la Compagnie Alpha, en raison de sa taille plus grande et de ses responsabilités accrues, en raison de la supervision de la construction et de l'équipement automobile. Depuis 2013, les lieutenant-commandants de la marine (O4) supervisent généralement les compagnies Alpha du côté de la composante de réserve.
Dans la Garde côtière des États-Unis, un commandant de compagnie est la personne enrôlée responsable de la formation d'une entreprise de recrues pendant le camp d'entraînement. Ils sont l'équivalent de la Garde côtière d'un instructeur de forage. La marine des États-Unis utilisait autrefois le même terme dans son entraînement des recrues, mais ce titre a été remplacé par « Commandant de la division des recrues ».